# Anne Christine Bossen
Anne Christine Bossen (født 14. oktober 2003) er en dansk håndboldspiller, som til dagligt spiller i den danske klub NFH. Hun har tidligere spillet i København Håndbold, som hun skiftede til efter, at Randers HK gik konkurs i sæsonen 2022/2023. Før dette har hun spillet for Ringkøbing Håndbold og Holstebro Håndbold.
Derudover har hun også spillet flere kampe for de danske ungdomshold.